# Шкапенко Павло Леонідович
Павло́ Леоні́дович Шкапе́нко  (16 грудня 1972, Запоріжжя, УРСР — 17 квітня 2023, Київ) — колишній український футболіст, півзахисник. Майстер спорту. Виступав за збірну України.

## Біографія

### Клубна кар'єра
З дитинства займався різними видами спорту, такими як хокей, плавання, легка атлетика, спортивна гімнастика. Перші кроки у світ великого футболу робив у складі районної команди «Трансформатор», потім перейшов до СДЮШОР «Металург» (Запоріжжя), де його тренером був Микола Скрильник.
В основному складі запоріжців дебютував у 17-річному віці, здобувши разом із командою путівку до вищої ліги Чемпіонату СРСР. Щоправда, ця гра стала єдиною для юного півзахисника. Але з кожним наступним сезоном тренери довіряли Павлу все більше і вже через два роки, у першому чемпіонаті незалежної України, Шкапенко окрім цікавої гри почав демонструвати і свої бомбардирські якості.
Змістовна гра молодого футболіста одразу кинулася у вічі селекціонерам «Динамо» (Київ) і сезон 1992/93 Павло розпочав у складі столичного клубу. Як зізнавався сам Шкапенко, на початку було дуже важко, навколо все здавалося чужим. Та й травма, отримана в перший місяць перебування в «Динамо», давала про себе знати. Але, трошки адаптувавшись Павло, забронював за собою місце в основному складі. Понадто, став незамінним гравцем, забивши за три сезони лише в чемпіонаті 28 голів, що є досить пристойним показником, як для півзахисника. Окремо слід виділити, мабуть, протистояння «Динамо» з «Барселоною» в 1/16 Ліги чемпіонів 1993/94. У першому матчі кияни перемогли 3:1, а Шкапенко записав на свій рахунок прекрасний м'яч, забитий головою після передачі Віктора Леоненка. Однак у матчі-відповіді каталонці перемогли киян 4:1 і вибили з подальшої боротьби. Саме перемога в першій грі була чи не найяскравішою миттєвістю кар'єри Павла.
У складі «Динамо» талановитий півзахисник провів шість сезонів, однак чим далі, тим більше почали дошкуляти травми. Одна з них була особливо неприємною — довелося вирізати частину м'яза передньої поверхні стегна та існувала ймовірність, що Шкапенко взагалі не зможе продовжувати спортивну кар'єру. На щастя, все обійшлося, проте бажаючи мати більше ігрової практики, Павло попросив віддати його в оренду. Якраз тоді з'явився варіант із київським ЦСКА.
Набравши кондиції, Шкапенко зрозумів, що його час у «Динамо» вже вичерпано і погодився на обмін в «Уралан», згідно з яким до складу київського клубу з Елісти переходили Артем Яшкін та Сергій Кормильцев. Проте пограти в столиці Калмикії йому майже не довелося. Виникла неприємна ситуація, коли керівництво клубу заборгувало півзахиснику велику суму грошей, а потім було підроблено його підпис, який засвідчував, що він отримував і підйомні, і зарплатню. На засіданні КДК претензії Шкапенка були визнані обґрунтованими і він отримав статус вільного агента.
Наступним клубом у російському періоді кар'єри Павла стало «Торпедо» (Москва), у складі якого він загалом провів близько двох сезонів. Спочатку все складалося чудово, але потім верениця невдач, знову травма і недовіра тренера. Врешті-решт, після розмови з наставником та керівництвом клубу, українського футболіста віддали в оренду до ярославського «Шинника», який виступав на той час у першому дивізіоні. За результатами другого кола Шкапенко став найкращим бомбардиром команди.
Після закінчення строку оренди півзахиснику надали в «Торпедо» статус вільного агента. Однак травми ніяк не давали Павлу спокою і, догравши ще два сезони у «Томі» та краснодарській «Кубані», він вирішив завершити кар'єру гравця.
Опісля не мав жодного стосунку до професійного футболу, допомагав дружині у веденні бізнесу з нерухомістю.

### Матчі у збірній
| 01. | 18.05.1993 | Литва     | «Жальгіріс», Вільнюс          | Литва     | 1-2 | Товариський матч    |  |  |  |
| 02. | 26.06.1993 | Хорватія  | «Максимир», Загреб            | Хорватія  | 3-1 | Товариський матч    |  |  |  |
| 03. | 16.10.1993 | США       | «Сімеон Стейдіум», Хай-Поінт  | США       | 1-2 | Товариський матч    |  |  |  |
| 04. | 20.10.1993 | Мексика   | «Джек Меффі», Сан-Дієго       | Мексика   | 2-1 | Товариський матч    |  |  |  |
| 05. | 23.10.1993 | США       | «Гудвінстадіум», Бетлехем     | США       | 0-1 | Товариський матч    |  |  |  |
| 06. | 25.05.1994 | Україна   | НСК «Олімпійський», Київ      | Білорусь  | 3-1 | Товариський матч    |  |  |  |
| 07. | 03.06.1994 | Болгарія  | «Васіл Левскі», Софія         | Болгарія  | 1-1 | Товариський матч    |  |  |  |
| 08. | 26.08.1994 | Німеччина | Муніципальний стадіон, Грасау | ОАЕ       | 1-1 | Товариський матч    |  |  |  |
| 09. | 11.06.1995 | Україна   | НСК «Олімпійський», Київ      | Хорватія  | 1-0 | Відбірковий ЧЄ-1996 |  |  |  |
| 10. | 07.06.1997 | Україна   | НСК «Олімпійський», Київ      | Німеччина | 0-0 | Відбірковий ЧС-1998 |  |  |  |

## Досягнення
- Шестиразовий чемпіон України (1992/93, 1993/94, 1994/95, 1995/96, 1996/97, 1997/98)
- Триразовий володар Кубка України (1992/93, 1995/96, 1997/98)
- Переможець Кубка Співдружності (1996)
- Бронзовий призер Чемпіонату Росії (2000)
- Чемпіон першого дивізіону Росії (2001)
- Срібний призер першого дивізіону Росії (2003)
- Бронзовий призер першого дивізіону Росії (2002)

## Сім'я
Мав дружину Оксану, однак офіційно їх шлюб не зареєстрований, і двох доньок — Поліну та Марію. Дружина спеціаліст з купівлі-продажу нерухомості. Після закінчення кар'єри гравця Шкапенко активно їй в цьому допомагав.